# 马蒂厄·施奈德
马蒂厄·施奈德（英語：Mathieu Schneider，1969年6月12日—），美国男子冰球运动员。他曾代表美国国家队参加1998年和2006年冬季奥林匹克运动会冰球比赛，分别获得第六名和第八名。